# Salles-Lavalette
Salles-Lavalette é uma comuna francesa na região administrativa da Nova Aquitânia, no departamento de Charente. Estende-se por uma área de 20,15 km². Em 2010 a comuna tinha 351 habitantes (densidade: 17,4 hab./km²).